# Лісімахія (Фракія)
Лісімахія (грец. Λυσιμάχεια) була важливим містом еллінізму на північно-західному краю фракійського Херсонеса (сучасний Галіполійський півострів), в перешийку, де півострів з'єднується з материком у сучасній європейській частині Туреччини, недалеко від затока Мелас
(сучасна затока Салас).

## Історія
Місто було збудовано Лісімахом у 309 р. до н. е., коли він готувався до війни зі своїми суперниками, оскільки нове місто, розташоване на перешийку, керувало дорогою з Сестосу на північ і в материкову частину Фракії. Щоб отримати мешканців свого нового міста, Лісімах зруйнував сусіднє місто Кардія, батьківщину історика Ієроніма, і поселив тут мешканців цього та інших херсонеських міст. Лісімах, без сумніву, зробив Лісімахію столицею свого царства, і вона мала швидко піднятися до пишноти і процвітання. Після його смерті місто потрапило під владу Селевкідів, а під час війни між Селевком Каллініком і Птолемеєм Евергетом III він перейшов із рук Селевкідів до рук Птолемеїв . Невідомо, чи звільнили останні місто, чи він сам себе; принаймні він вступив у відносини з Етолійською лігою. У 287 р. до н. е. місто сильно постраждав від землетрусу, як повідомляє римський історик Юстін (17.1.1-3). У 277 р. до н. е. поблизу Лісімахії цар Македонії Антигон II Гонат завдав поразки галлам . Так як елійці не змогли надати місту необхідний захист, він знову був зруйнований - в 197 р. до н. е. фракійцями під час війни римлян проти Пилипа V Македонського. Антіох Великий відновив це місце, зібрав розсіяних та поневолених жителів та залучив колоністів з усіх кінців щедрими обіцянками. Однак ця реставрація, схоже, не увінчалася успіхом, і під владою Риму місто все більше і більше занепадало. Востаннє це місце згадується під своєю стародавньою назвою у уривку Амміана Марцелліна. Імператор Юстиніан (527-565) відновив його і оточив його потужними укріпленнями, і після цього він згадується під ім'ям Hexamilion. Місце, яке зараз займає територію Лісімахії, Ексеміл, отримало свою назву від фортеці Юстиніана, хоча руїни стародавнього міста більш численні в сусідньому селі Ортакей.